# Десять часов на охоте
«Десять часов на охоте» (фр. Dix heures sur la chasse) — рассказ Жюля Верна, написанный в 1881 году и напечатанный в «Записках» Амьенской академии.

## Сюжет
Повествование ведется от первого лица.
К молодому амьенцу зашёл друг, чиновник Бретиньо, и позвал на охоту. Как этот амьенец не отпихивался, Бретиньо удалось взять верх. Амьенцу пришлось отправиться на охоту.
Вместе с ним и Бретиньо на охоту отправились ещё несколько лиц: худой и высокий Максимон, толстый 50-летний Дювошель, парочка неразлучных друзей, Матифа и Понклуэ (имена этих двоих сильно напоминают имена Пескада и Матифу, также двух друзей из романа «Матиас Шандор»).
Амьенцу абсолютно не удаётся поймать ни одного зверя. В конце концов, он удалился от охотников. Неожиданно он разглядел что-то в кустах и выстрелил. Чем-то оказалась фуражка жандарма. Чтобы выкрутиться, амьенец назвал имя одного из своих коллег, почтенного пианиста, которому потом возместил все убытки.

## Персонажи
- Автор
- Бретиньо
- Максимон
- Дювошель
- Матифа
- Понклуэ
- Жандарм

## Факты
- С самим Жюлем Верном в 1859 году произошёл похожий случай, когда он чуть не погиб и не застрелил сельского жандарма.